# 迈克尔·穆尼
迈克尔·穆尼（英語：Michael Mooney，1930年5月14日—1985年11月18日），生于纽约，美国男子帆船运动员。他曾代表美国参加1948年夏季奥林匹克运动会帆船比赛，获得一枚金牌。他于1985年在华盛顿特区去世。